# Pixel 10 Pro Fold
Pixel 10 Pro Fold是由Google发布的Android可摺疊式智能手機，为Pixel 9 Pro Fold的后继机型。Google在2025年8月20日进行的Made by Google线下发布会中正式发布该机型。该手机搭载第五代Tensor芯片，由台积电代工。